# جو غراي
جو غراي (بالإنجليزية: Joe Gray)‏ (5 مايو 1912 ببروكلين في الولايات المتحدة - 15 مارس 1971 في المكسيك) هو ممثل ومؤدي مشاهد خطيرة وملاكم أمريكي.

## روابط خارجية
- جو غراي على موقع IMDb (الإنجليزية)
- جو غراي على موقع قاعدة بيانات الفيلم (الإنجليزية)